# کیموندا
کیموندا (انگلیسی: Qimonda) شرکت سخت‌افزار آلمانی است، که در سال ۲۰۰۶ تأسیس شد.